# Craspediopsis immaculata
Craspediopsis immaculata är en fjärilsart som beskrevs av Louis Beethoven Prout 1938. Craspediopsis immaculata ingår i släktet Craspediopsis och familjen mätare. Inga underarter finns listade i Catalogue of Life.